# Дядя Джек
Дядя Джек (англ. Uncle Jack), или Хороший чёрный (англ. The Good Darky) — статуя, которая в 1927 году была установлена в городе Накитош в Луизиане. В настоящее время находится рядом с музеем сельской жизни Университета штата Луизиана в городе Батон-Руж.

## История
Бронзовую статую, изображающую кланяющегося и снимающего шляпу негра, заказал скульптору Гансу Шулеру и подарил городу Натчиточес владелец хлопковой плантации и банкир Джексон Ли Брайан, сын рабовладельца. Её поставили в парке у реки. На постаменте памятника написали: «В благодарность за усердную и верную службу хороших чёрных Луизианы». Это был, возможно, первый памятник чернокожим в США, и газеты New York Times и Boston Globe хвалили жителей Натчиточеса за прогрессивность. Газета New York Times писала: «Многие белые в городе были выращены старомодными „дядями“ и „тётями“ или они служили им, и у обеих сторон сохранилось уважение друг к другу». Журнал Time писал, что Джексон Ли Брайан «в детстве засыпал под негритянские спиричуэлсы и играл с маленькими мальчиками-рабами на старой плантации своего отца, поэтому сейчас он почувствовал необходимость сделать что-то большое для негров».
Но местным чернокожим статуя покорно кланяющегося негра, которую прозвали «Дядей Джеком», не нравилась. При этом она не нравилась и местным ку-клукс-клановцам — её дважды замазывали белой краской и один раз перед ней жгли крест.
В 1960-е годы, во время движения за гражданские права чернокожих в США, Национальная ассоциация содействия прогрессу цветного населения требовала сноса памятника как расистского. В конце концов, в 1968 году городские власти решили его убрать. Статую сохранила в сарае дочь Джексона Ли Брайана, которая в 1972 году подарила её музею сельской жизни Университета штата Луизиана.
Сначала статую поставили у входа в музей, но многим это не нравилось, поэтому уже в XXI веке её перенесли на задний двор музея.